# Бирманско-русская практическая транскрипция
Бирманский язык относится к слоговым языкам. Как и в тибетском языке, буквы в тексте стоят не линейно, а могут образовывать вместе с многочисленными диакритическими знаками сложный комплекс, когда знаки, образуя слог, стоят с четырёх сторон от главной буквы, поэтому чтобы читать бирманские слова надо знать транскрипцию инициалей и финалей, из которых складываются бирманские слоги и слова. По мьянманской классификации знаки делятся на бьйи (бжи) — согласные, образующие алфавит, тра — гласные, бжитвэ — лигатуры согласных и этэ — финали. Бжи и бжитвэ образуют инициаль, тра могут быть и инициалью и финалью, этэ — всегда финаль.
Русская практическая транскрипция не отображает присутствующие в бирманском языке тоны и упрощает произношение нехарактерных для русского языка звуков.

## Инициали
Если за инициалью ничего не стоит, то при прочтении к ней прибавляется «а», например: က = «ка», слоги с другими гласными обозначаются комбинируемыми символами.
Инициали расположены в том порядке, в котором они находятся в мьянманском алфавите:
| က к ([k]) | ခ кх ([kʰ])       | ဂ г ([ɡ])  | ဃ г ([ɡ])         | င нг ([ŋ])        |
| စ с ([s]) | ဆ сх ([sʰ])       | ဇ з ([z])  | ဈ з ([z])         | ည1 нь ([ɲ])       |
| ဋ т ([t]) | ဌ тх ([tʰ])       | ဍ д ([d])  | ဎ д ([d])         | ဏ н ([n])         |
| တ т ([t]) | ထ тх ([tʰ])       | ဒ д ([d])  | ဓ д ([d])         | န н ([n])         |
| ပ п ([p]) | ဖ пх ([pʰ])       | ဗ б ([b])  | ဘ б ([b])         | မ м ([m])         |
| ယ й ([j]) | ရ й ([j] или [r]) | လ л2 ([l]) | ဝ у ([w])         | သ т ([θ] или [ð]) |
|           | ဟ х ([h])         | ဠ л ([l])  | အ а ([ə] или [a]) |                   |

- 1Краткая форма — ဥ — означает звук «у», если стоит отдельно, и звук «нь» в слоге с другими буквами.
- 2Звучание модифицируется стоящими впереди символами.

Буквы бирманского алфавита расположены в группах по пять штук. В пределах группы буквы могут накладываться друг на друга: при этом буква сверху — это финаль предыдущего слога. Большинство слов сино-тибетского происхождения пишутся без наслаивания, однако многосложные слова, заимствованные из индоевропейских языков (санскрит, пали, английский) часто содержат наслоения. Букву, написанную мелким шрифтом сверху, мысленно переносят влево, а написанную снизу — вправо. Причём при переносе вправо мелкой буквы большая буква получает диакритический знак ်: သသေႅာ → သင်သော → тинбо.
| Группа | Мьянманский                    | Транскрипция                       | Пример                                    |
| ------ | ------------------------------ | ---------------------------------- | ----------------------------------------- |
| «Ка»   | က္က, က္ခ, ဂ္ဂ, ဂ္ဃ, င်္ဂ             | кк, ккх, гг, гг, нг                | ингэлэй (အင်္ဂလိပ်‌)1, «английский»            |
| «Са»   | စ္စ, စ္ဆ, ဇ္ဇ, ဇ္ဈ, ဉ္စ, ဉ္ဇ,        | сс, ссх, зз, ззх, ньс, ньз         | уизза (ဝိဇ္ဇာ), «знание»                     |
| «Та»   | ဋ္ဋ, ဋ္ဌ, ဍ္ဍ, ဍ္ဎ, ဏ္ဍ             | тт, тхт, дд, ддх, нд               | канда (ကဏ္ဍ), «секция»                     |
| «Та»   | တ္တ, ထ္ထ, ဒ္ဒ, န္တ, န္ထ, န္ဒ, န္ဓ, န္န | тт, тхтх, дд, нт, нтх, нд, ндх, нн | мантлэ (မန္တလေး), Мандалай, город в Бирме    |
| «Па»   | ပ္ပ, ဗ္ဗ, ဗ္ဘ, မ္ပ, မ္ဗ, မ္ဘ, မ္မ,    | пп, бб, бб, мп, мб, мб, мм         | камба (ကမ္ဘာ), «мир»                        |
| «Йа»   | ဿ, လ္လ                          | сс, лл                             | писса (ပိဿာ), «висса», бирманская мера веса |

1 Иногда записывается через တ် вместо ပ်.

## Финали
Все конечные буквы в закрытом слоге, кроме носовых, произносятся как гортанная смычка [ʔ]. В русской транскрипции не передаются:
- က + တ် → ကတ် «ка»;
- က + ပ် → ကပ် «ка»;
- ိုက် → ай: ရိုက် «йай»;
- ိတ် и  ိပ် → эй: စိတ် = сэй, စိပ် = сэй;
- ောက် → ау: ကေါက် «кау»;
- ုတ် и ုပ် → оу: အုင် = «оу».
- ွတ် и ွပ် → оу: ဇွက် = «зоу»;

исключение: ၀ + တ် = ၀တ် «уу», ၀ + ပ် = ၀ပ် «уу»;
Финали с носовыми согласными транскрибируются иначе:
- добавление ံ, န်, မ်, ဏ် означает, что к слогу прибавится -н: လမ်း = лан; လန်း = лан;
- င် и ဉ် → -ин: တဉ် = тин;
- ုံ, ုန်, ုဏ်, ုမ်‌ → -оун: လုန် = лоун;
- ိုင် → -айн: ဈိုင် = йайн;
- ိန်, ိမ် → -эйн: စိန် = сэйн;
- ောင် → аун: ပေါင် = паун.

## Монофтонги
Монофтонги транскрибируются единообразно, несмотря на три тона — низкий, высокий и скрипучий.
| Мьянманский | Мьянманский | Мьянманский | Транскрипция | Транскрипция | Транскрипция | МФА  | МФА  | МФА  | Примечания                                                                            |
| 1           | 2           | 3           | 1            | 2            | 3            | 1    | 2    | 3    | Примечания                                                                            |
| ----------- | ----------- | ----------- | ------------ | ------------ | ------------ | ---- | ---- | ---- | ------------------------------------------------------------------------------------- |
| ာ            | ား            | -           | -а           | -а           | -а           | [à]  | [á]  | [a̰]  | Может сочетаться с медиалью «у»                                                       |
| ယ်‌           | ဲ            | ဲ့            | -э           | -э           | -э           | [ɛ̀]  | [ɛ́]  | [ɛ̰]  |                                                                                       |
| —           | —           | က်           | -э           | -э           | -э           | [ɛ̀ʔ] | [ɛ́ʔ] | [ɛ̰ʔ] |                                                                                       |
| ူ            | ူး            | ု            | -у           | -у           | -у           | [ù]  | [ú]  | [ṵ]  | Полностью в первом тоне пишется ဦ, в третьем — ဥ; транскрибируется как «у».           |
| ော်‌            | ော            | ော့            | -о           | -о           | -о           | [ɔ̀]  | [ɔ́]  | [ɔ̰]  | В качестве слогообразующего гласного ဩ транскрибируется как «ау», в третьем тоне — ဪ. |
| ို            | ိုး            | ို့            | -о           | -о           | -о           | [ò]  | [ó]  | [o̰]  |                                                                                       |
| ီ            | ီး            | ိ            | -и           | -и           | -и           | [ì]  | [í]  | [ḭ]  | Полностью пишется следующим образом: во втором тоне — как ဤ, в третьем — ဣ.           |
| ည့်           | ည်           | ည်း           | -и           | -и           | -и           | [ì]  | [í]  | [ḭ]  |                                                                                       |
| —           | —           | စ်           | -и           | -и           | -и           | [ìʔ] | [íʔ] | [ḭʔ] |                                                                                       |
| ေ            | ေး            | ေ့            | -е           | -е           | -е           | [è]  | [é]  | [ḛ]  | Полный вариант во втором тоне — ဧ, «э». Может сочетаться с медиалью «у».              |

### Тоны
В русской транскрипции не передаются.
| Номер тона | Мьянманский     | Мьянманский | Мьянманский     | Мьянманский |
| Номер тона | Простые гласные | МФА         | Носовые гласные | МФА         |
| ---------- | --------------- | ----------- | --------------- | ----------- |
| 1          | ာ или бирм. ါ     | à           | -န်              | àɴ          |
| 2          | ား или бирм. ါး     | á           | -န်း              | áɴ          |
| 3          | -               | a̰           | -န့်              | a̰ɴ          |

## Медиали
Медиали в бирманском находятся перед центральным гласным. Возможны сочетания медиалей.
| Мьянманский | МФА | Транскрипция | Примечания |
| ----------- | --- | ------------ | --- |
| ျ            | [j] | -ь-1         | При комбинировании с буквами က и ဂ этот знак изменяет их: ကျ и ဂျ читаются «чж». С буквой «кх» (ခ) — ချ — читается «чх». С остальными буквами данный знак означает смягчение: ပျောက် «пьау». |
| ြ            | [j] | -ь-1         | То же верно и для данного символа. Омонимы (например, ပျောက် и ပြေက်, «пьау») обычно означают разные слова (в данном примере — «исчезать» и «быть пятнистым»).                               |
| ွ            | [w] | -у-          | Лабиализует буквы က, ခ, ဂ, င, စ, ဆ, ဇ, ည, တ, ထ, ဒ, န, ပ, ဖ, ဗ, ဘ, မ, ယ, ရ, လ, သ. |
| ှ2           |     | х-           | Используется с င, ည, န, မ, ယ, ရ2, လ. |

1В диалектах, к примеру, араканском, ြ произносится как [r].
2При добавлении ှ к (ရ) получается звук «ш» (ရှ = [ʃa̰], «ша»).

## Соединение слогов
В «закрытом соединении», то есть, в многосложных словах; при соединении двух слов, одно из которых служит определением другому; при присоединении служебного слова к знаменательному или другому служебному слову, согласный второго слога может меняться, если первый слог кончается на гласный или носовой согласный: ကုတင် «кудин».

## Аббревиатуры
В книжном бирманском используются следующие аббревиатуры:
| Мьянманский | Мьянманский | МФА       | Транскрипция | Использование |
| Совр.       | Устар.      | МФА       | Транскрипция | Использование |
| ----------- | ----------- | --------- | ------------ | --- |
| ၍           | ရုယ်          | [jwé]     | йуэ          | Союз «и»; «из-за». |
| ၌           | နှိုက်          | [n̥aiʔ]    | хнай         | Частица местного падежа. В разговорном языке ей соответствует слово «хма» (မှာ).                                                         |
| ‌၎င်း          | လေကောင်‌         | [la̰ ɡàuɴ] | лэгаун       | Указательное местоимение (этот, тот), а также соединительный союз.                                                                     |
| ၏           | ဧအ်‌          | [ḭ]       | и            | Частица, ставится в конце предложения, оканчивающегося глаголом; при простановке после существительного выражает притяжательный падеж. |